# لیپنگکی (شهرستان گاروولین)
لیپنگکی (به لاتین: Lipniki) یک روستا در لهستان است که در گمینا واسکاژو واقع شده‌است.